# Puerto Esperanza
Puerto Esperanza est une ville d'Argentine et le chef-lieu du département d'Iguazú dans la province de Misiones.

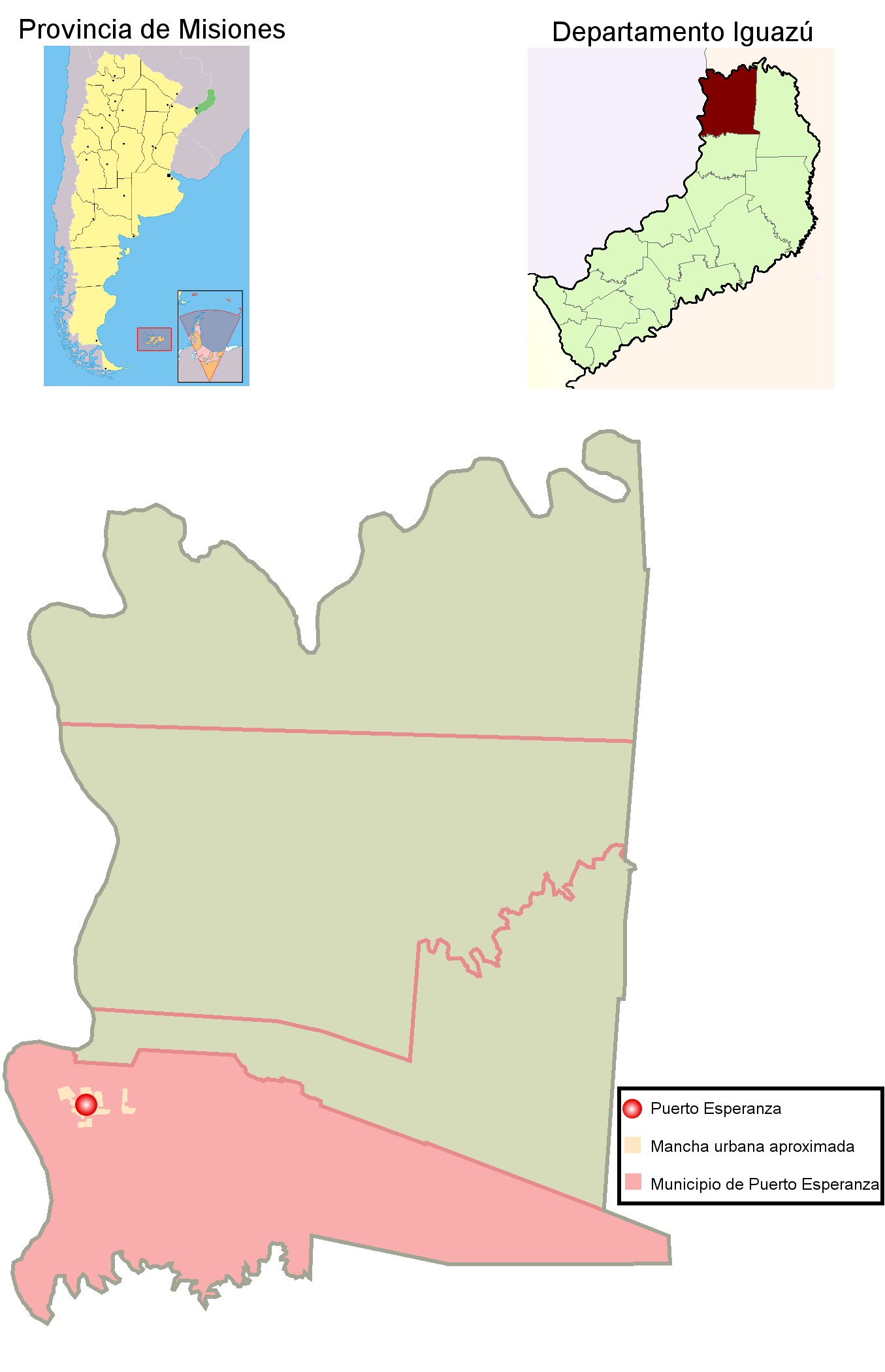

## Population
La ville comptait 13 749 habitants en 2001, ce qui représentait une hausse de 33,3 % par rapport à 1991.